# Коргорка
Коргорка — деревня в Ефимовском городском поселении Бокситогорского района Ленинградской области.

## Название
«Карельская Горка» — названа по имени карел, переселённых сюда в XVIII веке из Карелии.

## История
Деревня Горка упоминается на карте Новгородского наместничества 1792 года А. М. Вильбрехта. 

ГОРКА (КОРЕЛЬСКАЯ ГОРКА) — деревня Забелинского общества, прихода села Озерева. Озеро Бирючевское. 

Крестьянских дворов — 20. Строений — 62, в том числе жилых — 26. Школа, водяная мельница. 

Число жителей по семейным спискам 1879 г.: 67 м. п., 67 ж. п.; по приходским сведениям 1879 г.: 59 м. п., 61 ж. п.

В конце XIX — начале XX века деревня административно относилась к Тарантаевской волости 5-го земского участка 3-го стана Тихвинского уезда Новгородской губернии.

КОРЕЛЬСКАЯ ГОРКА — деревня Забелинского общества, число дворов — 32, число домов — 54, число жителей: 85 м. п., 89 ж. п.; Занятия жителей: земледелие, лесные заработки. Озеро Горское. (1910 год)

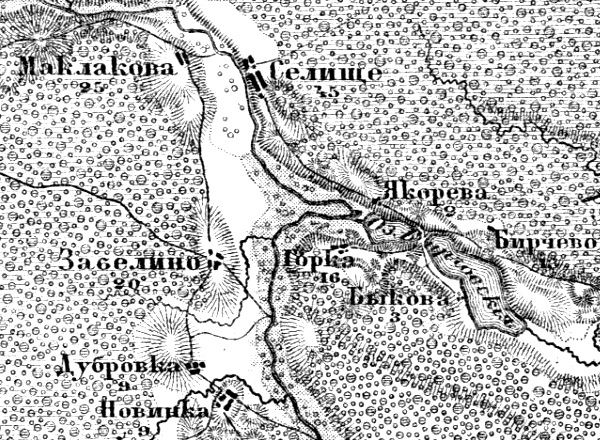
Деревня Коргорка на карте 1912 года

Согласно карте Новгородской губернии 1912 года деревня называлась Горка и насчитывала 16 крестьянских дворов.
С 1917 по 1918 год деревня входила в состав Тарантаевской волости Тихвинского уезда Новгородской губернии.
С 1918 года, в составе Череповецкой губернии.
С 1924 года, в составе Соминской волости Устюженского уезда.
С 1927 года, в составе Коргорского сельсовета Ефимовского района.
В 1928 году население деревни составляло 209 человек.
По данным 1933 года деревня называлась Корельская Горка и входила в состав Коргорского карельского национального сельсовета Ефимовского района, административным центром сельсовета была деревня Забелино.
С 1965 года в составе Бокситогорского района. В 1965 году население деревни составляло 100 человек.
По данным 1966 года деревня Коргорка также входила в состав Коргорского сельсовета, административным центром сельсовета была деревня Забелино.
По данным 1973 года деревня Коргорка входила в состав Озеревского сельсовета.
По данным 1990 года деревня Коргорка входила в состав Климовского сельсовета.
В 1997 году в деревне Коргорка Климовской волости проживали 16 человек, в 2002 году — 17 человек (все русские).
В 2007 году в деревне Коргорка Климовского СП проживали 8 человек, в 2010 году — 5.
В мае 2019 года Климовское сельское поселение вошло в состав Ефимовского городского поселения.

## География
Деревня расположена в южной части района на автодороге 41К-278 (Климово — Забелино).
Расстояние до деревни Климово — 8 км.
Расстояние до ближайшей железнодорожной станции Ефимовская — 63 км. 
Деревня находится на левом берегу реки Чагода и южном берегу Коргорского озера.

## Демография
| 1997 | 2002 | 2007 | 2010 | 2017 |
| ---- | ---- | ---- | ---- | ---- |
| 16   | ↗17  | ↘8   | ↘5   | ↗11  |

## Инфраструктура
На 1 января 2013 года в деревне числилось 5 домохозяйств.